# Stanisława Selmówna

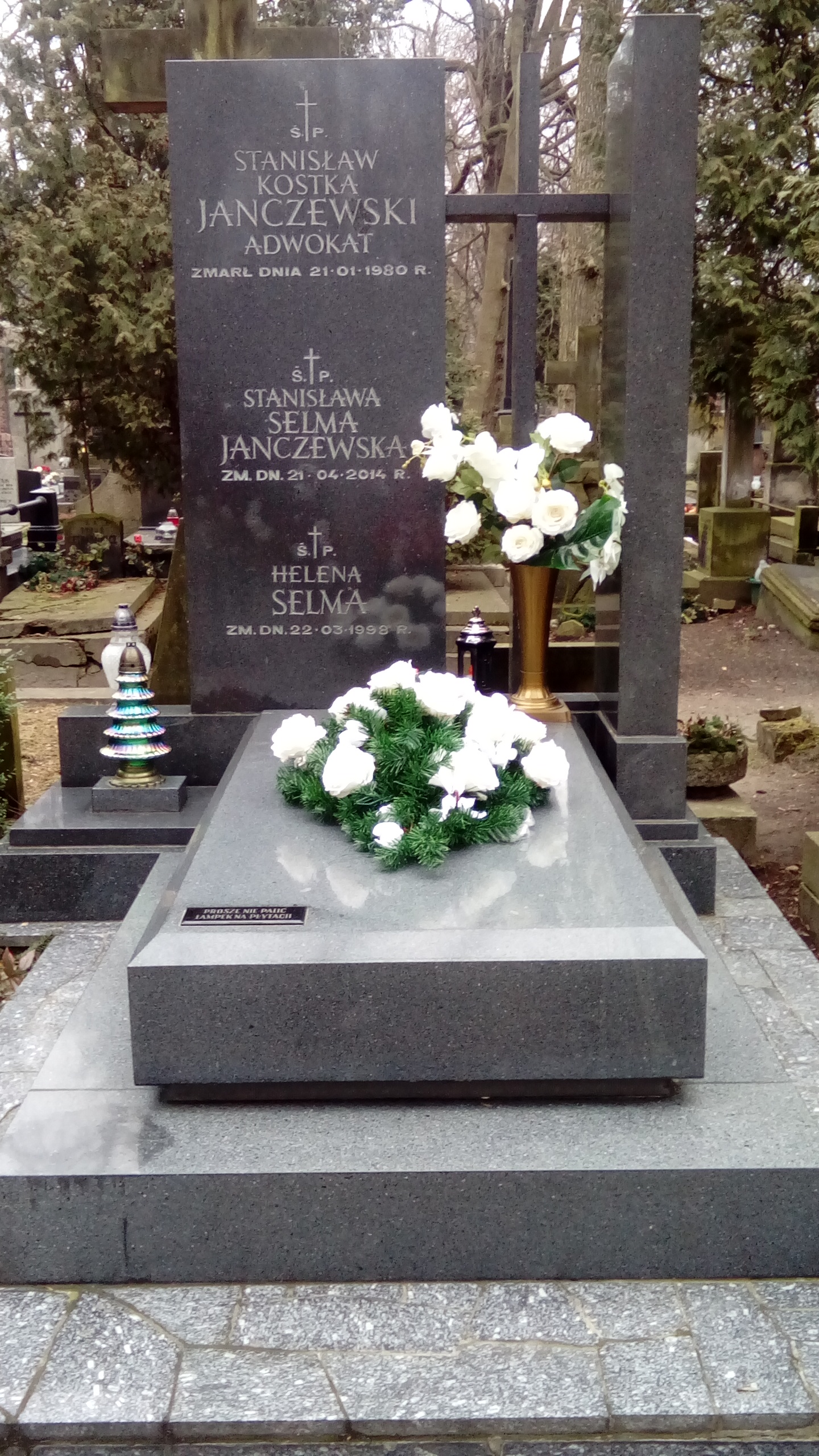
Grób Stanisławy Selmówny na cmentarzu Powązkowskim

Stanisława Selmówna, właśc. Stanisława Selma-Janczewska (ur. 23 kwietnia 1920 w Warszawie, zm. 21 kwietnia 2014 tamże) – polska tancerka, primabalerina Teatru Wielkiego w Warszawie.  

## Życiorys
Po ukończeniu w 1934 szkoły powszechnej przy ulicy Zagórnej 9 w Warszawie wstąpiła do Szkoły Baletowej, gdzie przez pięć lat uczyła się w klasie baletu. Dyplom otrzymała w 1939.
Po wybuchu II wojny światowej mimo zakazu Związku Artystów Scen Polskich występowała w jawnych teatrach rewiowych (Teatr Maska, 1941–1943). Powodem był fakt, że nie chciała zaprzepaścić umiejętności nabytych podczas nauki. Mimo takiego tłumaczenia po zakończeniu wojny przez sześć lat nie należała do żadnej grupy baletowej.
5 maja 1945 zostało otwarte „Studium baletowe” w Poznaniu pod kierownictwem Stanisławy Selmówny. W 1951 wystąpiła na scenie Teatru Wielki Opery i Baletu w Warszawie w roli Panny Najpiękniejszej w Panu Twardowskim Ludomira Różyckiego. Została primabaleriną Teatru Wielkiego, ze sceną tą była związana do końca kariery zawodowej. W 1960 przestała występować jako tancerka i została choreografem oraz doradcą w zakresie reżyserii ruchu.
W 1997 otrzymała Odznakę „Zasłużony Działacz Kultury”.
Zmarła w Warszawie, pochowana 5 maja 2014 na cmentarzu Powązkowskim (kwatera 171-6-8,9).

## Życie prywatne
Poślubiła prawnika Stanisława Kostka-Janczewskiego (ur. 13 grudnia 1913, zm. 24 stycznia 1970), była jego druga żoną.